# Deutsche Leichtathletik-Meisterschaften 1985
Die 85. Deutschen Leichtathletik-Meisterschaften wurden vom 2. bis 4. August 1985 im Stuttgarter Neckarstadion ausgetragen.

## Wettbewerbsprogramm
Neu ins Programm der ausgelagerten Wettbewerbe wurde der Berglauf aufgenommen.

## Ausgelagerte Disziplinen
Außerdem wurden wie in den Jahren zuvor weitere Meisterschaftstitel an verschiedenen anderen Orten vergeben, in der folgenden Auflistung in chronologischer Reihenfolge benannt.
- Crossläufe – Rhede, 23. Februar mit Einzel- / Mannschaftswertungen für Frauen und Männer auf jeweils zwei Streckenlängen (Mittel- / Langstrecke)
- Marathonlauf – im Rahmen des Frankfurt-Marathons, 19. Mai mit Einzel- / Mannschaftswertungen für Frauen und Männer[2]
- 5-km Gehen (Frauen) / 50-km-Gehen (Männer) – Lippstadt, 19. Mai mit jeweils Einzel- und Mannschaftswertungen
- Mehrkämpfe (Frauen: Siebenkampf) / (Männer: Zehnkampf) – Ulm, 13./14. Juli mit Einzel- und Mannschaftswertungen
- Langstaffeln, Frauen: 3 × 800 m / Männer: 4 × 800 m und 4 × 1500 m – Berlin, 21. Juli im Rahmen der Deutschen Jugendmeisterschaften
- Berglauf – Oberstaufen, 8. September im Rahmen des Hochgrat-Berglaufs mit Einzelwertungen für Frauen und Männer
- 25-km-Straßenlauf – Rodenbach bei Hanau, 21. September mit Einzel- / Mannschaftswertungen für Frauen und Männer

## Sportliche Leistungen
- Ulrike Denk (LG Bayer Leverkusen) verbesserte den bundesdeutschen Rekord (BR) im 100-Meter-Hürdenlauf bei einem Rückenwind von 1,1 m/s auf 12,84 s.
- Sabine Braun gewann den Meistertitel im Weitsprung und war an den Siegen in den Staffeln über 4 × 400 m sowie über 4 × 100 m beteiligt.
- Charlotte Teske wurde Meisterin über 10.000 m, im 25-km-Straßenlauf und über die Marathon-Strecke.

## Medaillengewinner, Männer
Die folgende Übersicht fasst die Medaillengewinner und -gewinnerinnen zusammen. Eine ausführlichere Übersicht mit den jeweils ersten acht in den einzelnen Disziplinen findet sich unter dem Link Deutsche Leichtathletik-Meisterschaften 1985/Resultate.
| Disziplin                                   | Gold                                                                               | Leistung       | Silber                                                                              | Leistung       | Bronze                                                                             | Leistung       |
| ------------------------------------------- | ---------------------------------------------------------------------------------- | -------------- | ----------------------------------------------------------------------------------- | -------------- | ---------------------------------------------------------------------------------- | -------------- |
| 100 m (Wind: +0,4)                          | Christian Haas (LAC Quelle Fürth)                                                  | 10,20 s00      | Fritz Heer (TV Wattenscheid 01)                                                     | 10,29 s00      | Gerhard Sewald (LAC Quelle Fürth)                                                  | 10,34 s00      |
| 200 m (Wind: +0,5)                          | Ralf Lübke (LG Bayer Leverkusen)                                                   | 20,38 s00      | Christian Haas (LAC Quelle Fürth)                                                   | 20,64 s00      | Gerhard Sewald (LAC Quelle Fürth)                                                  | 20,78 s00      |
| 400 m                                       | Erwin Skamrahl (SV Union Groß Ilsede)                                              | 44,92 s00      | Ralf Lübke (LG Bayer Leverkusen)                                                    | 45,06 s00      | Harald Schmid (TV Gelnhausen)                                                      | 45,44 s00      |
| 800 m                                       | Matthias Assmann (VfB Stuttgart)                                                   | 1:46,99 min    | Herbert Wursthorn (VfB Stuttgart)                                                   | 1:47,42 min    | Peter Braun (LG Tuttlingen-Fridingen)                                              | 1:47,76 min    |
| 1500 m                                      | Uwe Becker (VfL Wolfsburg)                                                         | 3:39,65 min    | Jürgen Grothe (VfL Waiblingen)                                                      | 3:40,42 min    | Harald Olbrich (VfL Sindelfingen)                                                  | 3:40,72 min    |
| 5000 m                                      | Thomas Wessinghage (ASV Köln)                                                      | 13:43,93 min   | Dieter Baumann (LG Alb-Donau)                                                       | 13:49,50 min   | Peter Horak (LC Paderborn)                                                         | 13:55,60 min   |
| 10.000 m                                    | Christoph Herle (VfL Waldkraiburg)                                                 | 28:17,88 min   | Hans-Jürgen Orthmann (VfL Wehbach)                                                  | 28:52,34 min   | Michael Scheytt (VfL Sindelfingen)                                                 | 28:53,08 min   |
| 25-km-Straßenlauf                           | Herbert Steffny (Post-SV Jahn Freiburg)                                            | 1:17:33 h0000  | Hans-Jürgen Orthmann (VfL Wehbach)                                                  | 1:17:50 h0000  | Gerhard Krippner (VfL Waldkraiburg)                                                | 1:17:59 h0000  |
| 25-km-Straßenlauf, Mannschaftswertung       | LAC Quelle FürthKurt Stenzel Klaus-Peter Nabein Eike Loch                          | 4:01:20 h0000  | LG FrankfurtRalf Salzmann Hans Pfisterer Dirk Bischoff                              | 4:03:28 h0000  | LAV Bayer Uerdingen/DormagenMartin Grüning Manfred Brucks Clemens Hoube            | 4:06:11 h0000  |
| Marathon                                    | Herbert Steffny (Post-SV Jahn Freiburg)                                            | 2:12:12 h0000  | Franz Hornberger (LAC Quelle Fürth)                                                 | 2:16:19 h0000  | Hans Pfisterer (LG Frankfurt)                                                      | 2:17:37 h0000  |
| Marathon, Mannschaftswertung                | VfL WaldkraiburgGünter Zahn Emmerich Huber Peter Spahn                             | 6:57:38 h0000  | LAC Quelle FürthFranz Hornberger Georg Kowol Anton Gorbunow                         | 6:58:29 h0000  | OSC HoechstGünter Mielke Helmut Stenzel Jürgen Raabe                               | 7:04:29 h0000  |
| 110 m Hürden (Wind: −0,5)                   | Michael Radzey (MTG Mannheim)                                                      | 13,78 s00      | Jürgen Schoch (SV Salamander Kornwestheim)                                          | 13,89 s00      | Siegfried Wentz (USC Mainz)                                                        | 13,90 s00      |
| 400 m Hürden                                | Harald Schmid (TV Gelnhausen)                                                      | 48,02 s00      | Uwe Schmitt (Eintracht Frankfurt)                                                   | 49,39 s00      | Matthias Kaulin (VfB Stuttgart)                                                    | 49,87 s00      |
| 3000 m Hindernis                            | Patriz Ilg (LAC Quelle Fürth)                                                      | 8:20,47 min    | Rainer Schwarz (LG Gauting-Stockdorf)                                               | 8:37,47 min    | Burkhard Dahm (LG Bayer Leverkusen)                                                | 8:43,43 min    |
| 4 × 100 m Staffel                           | TV Wattenscheid 01Werner Bastians Werner Zaske Fritz Heer Volker Westhagemann      | 39,74 s00      | SV Salamander KornwestheimHerbert Mutschler Peter Klein Bernd Sattler Andreas Zügel | 40,18 s00      | Post-SV HannoverJürgen Neigenfind Martin Gloger Ulrich Dittmar Dietmar Schulte     | 40,54 s00      |
| 4 × 400 m Staffel                           | LG Bayer LeverkusenThomas Geuyen Christoph Trappe Rolf Dresen Ralf Lübke           | 3:05,47 min    | SV Union Groß-IlsedeReinald Kohne Carsten Fischer Uwe Wegner Erwin Skamrahl         | 3:05,86 min    | LAZ bellanett RhedeHilmar Lange Michael Busshoff Wolfgang Busshoff Thomas Giessing | 3:06,45 min    |
| 4 × 800 m Staffel                           | VfB StuttgartAndreas Baranski Herbert Wursthorn Hans Allmandinger Matthias Assmann | 7:17,86 min    | MTV IngolstadtGerhard Köbe Thomas von Grossmann Hans Lang Hans-Peter Ferner         | 7:18,65 min    | LG Nord BerlinIngo Plucinski Daniel Johnsen Helge Loska Holger Böttcher            | 7:22,89 min    |
| 4 × 1500 m Staffel                          | VfL WolfsburgJens Becker Wolfgang Schreiber Eckhardt Rüter Uwe Becker              | 15:01,12 min   | TV Wattenscheid 01Martin Hedtkamp Steffen Brand Michael Damberg Willi Wülbeck       | 15:09,03 min   | LG Bayer LeverkusenErnst Ludwig Peter Belger Burkhard Dahm Dieter Riebe            | 15:13,12 min   |
| 20-km-Gehen                                 | Alfons Schwarz (LAC Quelle Fürth)                                                  | 1:28:37,48 h00 | Wolfgang Wiedemann (LAC Quelle Fürth)                                               | 1:29:59,74 h00 | Karl Degener (VfL Wolfsburg)                                                       | 1:30:08,51 h00 |
| 20-km-Gehen, Mannschaftswertung             | LAC Quelle FürthAlfons Schwarz Wolfgang Wiedemann Robert Mildenberger              | 4:29:25 h0000  | VfL WolfsburgKarl Degener Jürgen Meyer Dahl                                         | 4:46:13 h0000  | Eintracht FrankfurtTorsten Zervas Hans Michalski Ralf Engel                        | 4:48:33 h0000  |
| 50 km Gehen                                 | Horst-Joachim Matern (LAC Quelle Fürth)                                            | 4:02:39 h0000  | Karl Degener (VfL Wolfsburg)                                                        | 4:03:07 h0000  | Robert Mildenberger (LAC Quelle Fürth)                                             | 4:03:31 h0000  |
| 50 km Gehen, Mannschaftswertung             | LAC Quelle FürthHorst-Joachim Matern Robert Mildenberger Alfons Schwarz            | 12:14:23 h0000 | VfL WolfsburgKarl Degener Jürgen Meyer G. Götz                                      | 13:17:39 h0000 | SCC BerlinAndreas Klose H. Lewandowski Oliver Oefelein                             | 14:11:02 h0000 |
| Hochsprung                                  | Dietmar Mögenburg (ASV Köln)                                                       | 2,28 m         | Carlo Thränhardt (ASV Köln)                                                         | 2,28 m         | Andre Schneider-Laub (TV Wattenscheid 01)                                          | 2,23 m         |
| Stabhochsprung                              | Jürgen Winkler (LG Jägermeister Bonn-Meckenheim)                                   | 5,55 m         | Peter Volmer (TV Wattenscheid 01)                                                   | 5,50 m         | Helmar Schmidt (USC München)                                                       | 5,30 m         |
| Weitsprung                                  | Jürgen Wörner (TB Bad Cannstatt)                                                   | 7,81 m         | Andreas Schlindwein (TS Germersheim)                                                | 7,80 m         | Joakim Assenmacher (USC Mainz)                                                     | 7,66 m         |
| Dreisprung                                  | Ralf Jaros (DJK Agon 08 Düsseldorf)                                                | 16,98 m        | Wolfgang Zinser (SV Salamander Kornwestheim)                                        | 16,50 m        | Wolfgang Knabe (TV Wattenscheid 01)                                                | 16,37 m        |
| Kugelstoßen                                 | Bernd Kneißler (SV Salamander Kornwestheim)                                        | 19,64 m        | Karsten Stolz (TV Wattenscheid 01)                                                  | 18,98 m        | Udo Gelhausen (LG Bayer Leverkusen)                                                | 18,90 m        |
| Diskuswurf                                  | Alwin Wagner (USC Mainz)                                                           | 64,08 m        | Rolf Danneberg (LG Wedel-Pinneberg)                                                 | 63,02 m        | Alois Hannecker (MTV Ingolstadt)                                                   | 61,18 m        |
| Hammerwurf                                  | Christoph Sahner (TV Wattenscheid 01)                                              | 79,90 m        | Jörg Schaefer (TV Wattenscheid 01)                                                  | 75,36 m        | Klaus Ploghaus (LG Bayer Leverkusen)                                               | 75,14 m        |
| Speerwurf                                   | Klaus Tafelmeier (LG Bayer Leverkusen)                                             | 86,66 m        | Wolfram Gambke (LG Wedel-Pinneberg)                                                 | 79,52 m        | Peter Schreiber (LG Bayer Leverkusen)                                              | 75,84 m        |
| Zehnkampf                                   | Siegfried Wentz (USC Mainz)                                                        | 8440 P         | Guido Kratschmer (USC Mainz)                                                        | 8223 P         | Thomas Rizzi (USC Mainz)                                                           | 8143 P         |
| Zehnkampf, Mannschaftswertung               | USC MainzSiegfried Wentz Guido Kratschmer Thomas Rizzi                             | 24.806 P       | TSV 1860 MünchenKarl-Heinz Fichtner Herbert Peter Mayr                              | 22.671 P       | LC PaderbornRolf Müller Jörg Kölsch Dirk Kludzeweit                                | 22.134 P       |
| Crosslauf Mittelstrecke – 2,8 km            | Uwe Becker (VfL Wolfsburg)                                                         | 7:38,7 min0    | Volker Welzel (VfL Platte Heide Menden)                                             | 7:39,4 min0    | Wolfgang Schreiber (VfL Wolfsburg)                                                 | 7:40,0 min0    |
| Crosslauf Mittelstrecke, Mannschaftswertung | VfL WolfsburgUwe Becker Wolfgang Schreiber Jens Becker                             | Pl.-Ziff. 10   | ESV Münster / DieburgWerner Römer Miroslaw Kuziola Großkopf                         | Pl.-Ziff. 61   | VfL WaldkraiburgErnst Noack Paul Deuritz Peter Spahn                               | Pl.-Ziff. 66   |
| Crosslauf Langstrecke – 10,0 km             | Christoph Herle (VfL Waldkraiburg)                                                 | 29:27,4 min0   | Michael Scheytt (VfL Sindelfingen)                                                  | 30:04,2 min0   | Ralf Salzmann (LG Frankfurt)                                                       | 30:07,0 min0   |
| Crosslauf Langstrecke, Mannschaftswertung   | VfL WaldkraiburgChristoph Herle Konrad Dobler Günter Zahn                          | Pl.-Ziff. 19   | LG FrankfurtRalf Salzmann Jürgen Dächert Hans Pfisterer                             | Pl.-Ziff. 37   | LAV Bayer Uerdingen/DormagenBernd Rangen Stefan Brux Martin Grüning                | Pl.-Ziff. 41   |
| Berglauf, Hochgrat-Berglauf                 | Peter Zipfel (SV Kirchzarten)                                                      | 33:18 min00    | Herbert Franke (TSV Missen)                                                         | 33:40 min00    | Gebhard Rädler (TSV Oberstaufen)                                                   | 34:01 min00    |

## Medaillengewinnerinnen, Frauen
| Disziplin                                   | Gold                                                                             | Leistung       | Silber                                                                     | Leistung      | Bronze                                                                          | Leistung      |
| ------------------------------------------- | -------------------------------------------------------------------------------- | -------------- | -------------------------------------------------------------------------- | ------------- | ------------------------------------------------------------------------------- | ------------- |
| 100 m (Wind: +0,7)                          | Heidi-Elke Gaugel (VfL Sindelfingen)                                             | 11,15 s000     | Ute Thimm geb. Finger (TV Wattenscheid 01)                                 | 11,31 s00     | Resi März geb. Fischer (MTV Ingolstadt)                                         | 11,48 s00     |
| 200 m (Wind: −0,4)                          | Heidi-Elke Gaugel (VfL Sindelfingen)                                             | 22,56 s000     | Ute Thimm geb. Finger (TV Wattenscheid 01)                                 | 23,13 s00     | Andrea Bersch (SC Eintracht Hamm)                                               | 23,17 s00     |
| 400 m                                       | Gisela Kinzel geb. Gottwald (SC Eintracht Hamm)                                  | 51,68 s000     | Heike Schulte-Mattler (TV Voerde)                                          | 52,53 s00     | Ulrike Sommer (LAC Quelle Fürth)                                                | 52,73 s00     |
| 800 m                                       | Margrit Klinger (TV Obersuhl)                                                    | 2:01,30 min0   | Margit Schultheiß (VT Zweibrücken)                                         | 2:02,72 min   | Heike Huneke (VfL Ockenhausen)                                                  | 2:03,28 min   |
| 1500 m                                      | Brigitte Kraus (ASV Köln)                                                        | 4:08,72 min0   | Birgit Schmidt (LC Paderborn)                                              | 4:13,62 min   | Claudia Borgschulze (SpVgg. Erkenschwick)                                       | 4:14,88 min   |
| 3000 m                                      | Brigitte Kraus (ASV Köln)                                                        | 8:58,55 min0   | Christina Mai (LAV co op Dortmund)                                         | 9:05,36 min   | Sigrid Wulsch (SV Menden 1864)                                                  | 9:07,76 min   |
| 10.000 m                                    | Charlotte Teske geb. Bernhardt (ASC Darmstadt)                                   | 32:53,28 min0  | Ellen Wessinghage geb. Tittel (TuS Rot-Weiß Koblenz)                       | 33:08,89 min  | Ute Jamrozy (Polizei-SV Eutin)                                                  | 33:35,89 min  |
| 25-km-Straßenlauf                           | Charlotte Teske geb. Bernhardt (ASC Darmstadt)                                   | 1:28:40 h00000 | Birgit Lennartz (ASV Sankt Augustin)                                       | 1:31:19 h0000 | Monika Schäfer (LAC Quelle Fürth)                                               | 1:32:46 h0000 |
| 25-km-Straßenlauf, Mannschaftswertung       | LAC Quelle FürthKatrin Dörre-Heinig Monika Schäfer Andrea Fleischer              | 4:46:46 h00000 | LAC Quelle FürthMonika Schäfer Christa Dotzler Gudrun Pomrehn              | 4:58:15 h0000 | LG Süd BerlinKerstin Preßler Susanne Müller Renate Güttler                      | 5:01:39 h0000 |
| Marathon                                    | Charlotte Teske geb. Bernhardt (ASC Darmstadt)                                   | 2:32:38 h00000 | Susanne Riermeier (VfL Waldkraiburg)                                       | 2:34:10 h0000 | Christa Vahlensieck geb. Kofferschäger (Barmer TV Wuppertal)                    | 2:35:32 h0000 |
| Marathon, Mannschaftswertung                | LAV co op DortmundChristel Österling-Eilhof Bernadette Hudy Heide Schulte        | 8:32:31 h00000 | LAV Hamburg NordChrista Kloth Marlis Schröder Maria Nunner                 | 9:00:20 h0000 | TSV München-OstGabriele Hutterer Barbara Knefel Rosemarie Appler                | 9:06:20 h0000 |
| 100 m Hürden (Wind: +1,1)                   | Ulrike Denk (LG Bayer Leverkusen)                                                | 12,84 s BR     | Heike Filsinger (MTG Mannheim)                                             | 13,15 s00     | Edith Oker (LG Bayer Leverkusen)                                                | 13,18 s00     |
| 400 m Hürden                                | Sabine Everts (LAV Bayer Uerdingen/Dormagen)                                     | 55,48 s000     | Gudrun Abt (TSV Genkingen)                                                 | 57,35 s00     | Beate Holzapfel (LG Bayer Leverkusen)                                           | 57,80 s00     |
| 4 × 100 m Staffel                           | LG Bayer LeverkusenEdith Oker Jutta Stöckmann Bianca Betz Sabine Braun           | 44,43 s000     | SCC BerlinAnna Buballa Irena Knurr Sabina Beblo Astrid Ortel               | 45,13 s00     | LAC Quelle FürthHeidrun Wellhöfer Ulrike Sommer Angelika Kuhmann Gudrun Lattner | 45,42 s00     |
| 4 × 400 m Staffel                           | LG Bayer LeverkusenSabine Braun Christiane Brinkmann Beate Holzapfel Elke Decker | 3:34,86 min0   | SCC BerlinAngela Wilhelm Sabina Beblo Irena Knurr Astrid Ortel             | 3:39,00 min   | OSC Thier DortmundBirgit Bock Rodekamp Langer Petra Kroll                       | 3:42,98 min   |
| 3 × 800 m Staffel                           | VfL OckenhausenFrieda Jahnsen Heike Huneke Monika Bens                           | 6:18,88 min0   | LG Bayer LeverkusenInes Deselaers Sabine Weiß Petra Kleinbrahm             | 6:19,73 min   | TV Wattenscheid 01Birgit Klöpfel Graf Bettina Büngener                          | 6:20,35 min   |
| 5 km Gehen                                  | Jutta Schwoche (Eintracht Hildesheim)                                            | 24:07 min000   | Renate Warz (LG Mainburg-Niederaichbach)                                   | 24:15 min00   | Ingrid Adam (LAV Düsseldorf)                                                    | 24:43 min00   |
| 5 km Gehen, Mannschaftswertung              | LG Mainburg-NiederaichbachRenate Warz Gabi Daffner Gudrun Warz                   | 1:18:21 h00000 | Viermärker Waldlauf GemeinschaftAdelheid Zschieschang Kemper Margot Jessat | 1:18:37 h0000 | TSG EsslingenBarbara Knäringer Dorothee Knäringer Traude Knäringer              | 1:23:38 h0000 |
| Hochsprung                                  | Heike Redetzky (TSV Kronshagen)                                                  | 1,89 m         | Susanne Rößler (Siemens Karlsruhe)                                         | 1,86 m        | Brigitte Holzapfel (TV Wattenscheid 01)                                         | 1,83 m        |
| Weitsprung                                  | Sabine Braun (LG Bayer Leverkusen)                                               | 6,73 m         | Anna Buballa (SCC Berlin)                                                  | 6,70 m        | Sabine Everts (LAV Bayer Uerdingen/Dormagen)                                    | 6,67 m        |
| Kugelstoßen                                 | Claudia Losch (LAC Quelle Fürth)                                                 | 19,96 m        | Vera Schmidt (LAC Quelle Fürth)                                            | 18,08 m       | Birgit Petsch (LG Bayer Leverkusen)                                             | 17,79 m       |
| Diskuswurf                                  | Dagmar Galler (LG Bayer Leverkusen)                                              | 61,24 m        | Claudia Losch (LAC Quelle Fürth)                                           | 61,02 m       | Doris Gutewort (MTV Ingolstadt)                                                 | 59,62 m       |
| Speerwurf                                   | Beate Peters (OSC Thier Dortmund)                                                | 64,14 m        | Manuela Alizadeh (SpVgg. Feuerbach)                                        | 58,66 m       | Brigitte Graune (ASV Köln)                                                      | 57,40 m       |
| Siebenkampf                                 | Sabine Everts (LAV Bayer Uerdingen/Dormagen)                                     | 6352 P         | Sabine Braun (LG Bayer Leverkusen)                                         | 6178 P        | Birgit Dressel (USC Mainz)                                                      | 5834 P        |
| Siebenkampf, Mannschaftswertung             | LG Bayer LeverkusenSabine Braun Renate Pfeil Anke Straschewski                   | 17.173 P       | LAV Bayer Uerdingen/DormagenSabine Everts Karin Wiesel Christiane Blum     | 16.879 P      | LAC Quelle FürthHeidrun Wellhöfer Angelika Kuhmann Monika Krolkiewicz           | 16.338 P      |
| Crosslauf Mittelstrecke – 2,8 km            | Christiane Finke (LG Göttingen)                                                  | 8:46,3 min00   | Brigitte Kraus (ASV Köln)                                                  | 8:51,1 min0   | Elisabeth Franzis (SV Sonsbeck)                                                 | 8:59,9 min0   |
| Crosslauf Mittelstrecke, Mannschaftswertung | LG Bayer LeverkusenInes Deselaers Vera Kemper Marion Rentsch                     | Pl.-Ziff. 20   | ASV KölnBrigitte Kraus Peters Ulla Meyer                                   | Pl.-Ziff. 29  | TV KonstanzUlrike Beck Roßkopf Petra Höfler                                     | Pl.-Ziff. 51  |
| Crosslauf Langstrecke – 7,8 km              | Charlotte Teske geb. Bernhardt (ASC Darmstadt)                                   | 25:26,2 min00  | Astrid Schmidt (LAV Aschaffenburg)                                         | 26:13,1 min0  | Susanne Riermeier (VfL Waldkraiburg)                                            | 26:20,1 min0  |
| Crosslauf Langstrecke, Mannschaftswertung   | LAV coop DortmundChristina Mai Gabriela Wolf Matzerath                           | Pl.-Ziff. 37   | LG Süd BerlinKerstin Preßler Susanne Müller Renate Güttler                 | Pl.-Ziff. 72  | SCC BerlinSilvia Wilhelm Eva-Maria Lehmann Angelika Brandt                      | Pl.-Ziff. 75  |
| Berglauf, Hochgrat-Berglauf                 | Christiane Fladt (TV Isny)                                                       | 38:18 min000   | Olivia Grüner (LT Radolfzell)                                              | 39:38 min00   | Silvia Prior (TV Isny)                                                          | 40:52 min00   |

## Video
- Filmausschnitte u. a. von den Deutschen Leichtathletikmeisterschaften auf filmothek.bundesarchiv.de, Bereich: 11:22 min bis 13:50 min, abgerufen am 13. April 2021